# Stanhopea ospinae
Stanhopea ospinae là một loài thực vật có hoa trong họ Lan. Loài này được Dodson miêu tả khoa học đầu tiên năm 1967.

## Hình ảnh

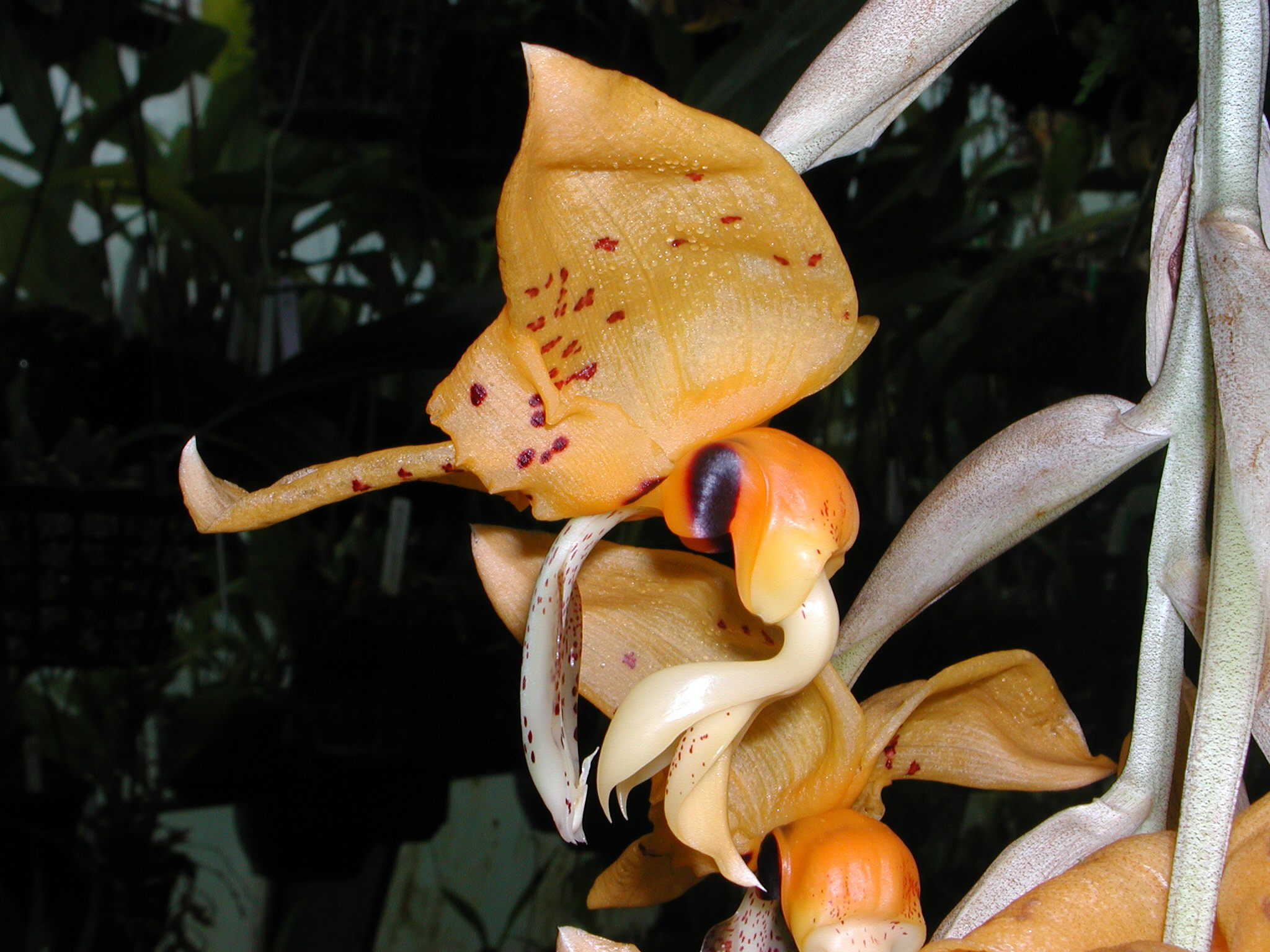
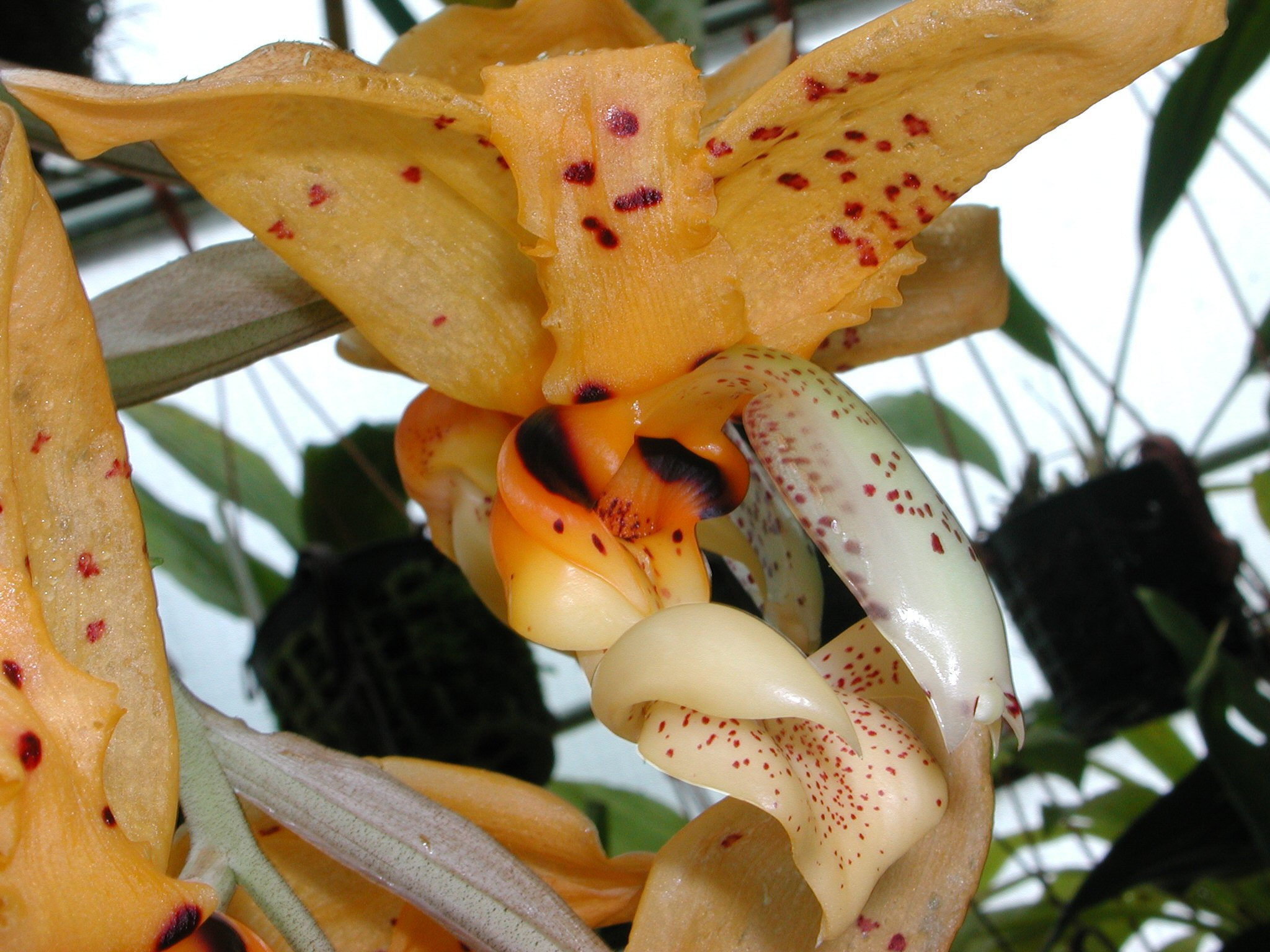